# Serafina Dávalos

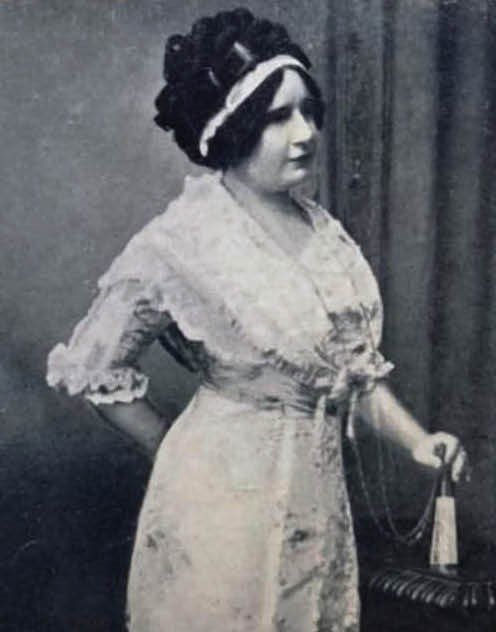
Serafina Dávalos, um 1900

Serafina Dávalos Alfonze (* 9. September 1883 in Ajos (heute Coronel Oviedo), Paraguay; † 27. September 1957 in Asunción) war eine paraguayische Juristin. Sie war die erste Rechtsanwältin in Paraguay und die erste bekannte Frauenrechtlerin des Landes.

## Biographie
Serafina Dávalos wurde als Tochter von Gaspar Dávalos und dessen Frau Teresa Alfonze geboren. Als sie ein Kind war, zog die Familie nach Asunción. 1898 schloss sie dort eine Ausbildung zur Lehrerin an der  Escuela Normal de Maestras ab, deren Gründung sie selbst mit Gleichgesinnten initiiert hatte. Vier Jahre später nahm sie ein Studium der Rechtswissenschaft an der Universidad Nacional de Asunción auf. Ab 1904 unterrichtete sie am Colegio Nacional de la Capital, und 1905 war sie an der Gründung einer Handelsschule für Mädchen beteiligt. 1907 war sie die erste Frau, die einen akademischen Grad an dieser Universität erwarb, mit der Dissertation zum Thema Humanismo, in der sie die Unterdrückung der Frau in einer patriarchalischen Gesellschaft thematisierte und in Frage stellte. Sie forderte unter anderem eine bessere Ausbildung von Frauen sowie mehr Rechte von Frauen in der Ehe. Diese Arbeit führte zu großen Kontroversen in den intellektuellen Kreisen von Paraguay. Von 1908 bis 1909 war sie am Obersten Gerichtshof tätig, nach ihr dauerte es bis 1980, bis die nächste Frau dort ein Amt innehatte.
1910 nahm Serafina Dávalos als offizielle Delegierte aus Paraguay am Ersten Internationalen Frauenkongress der Asociación de Universitarias Argentinas in Buenos Aires teil, wo sie die Rechtskommission leitete und die Schlussrede hielt. 1919 gründete sie gemeinsam mit Virginia Corvalán und einer Gruppe von weiteren Frauen den Movimiento Feminista de Asunción, dabei wurde dem nationalen Parlament ein Gesetzesentwurf zu den zivilen und politischen Rechten von Frauen in Paraguay vorgelegt. In den folgenden Jahren hatte Dávalos  zahlreiche weitere Ämter inne und brachte weitere Initiativen auf den Weg, wie etwa ab 1952, als sie mit der  Liga Paraguaya Pro Derechos de la Mujer, deren Ehrenpräsidentin sie 1956 wurde, für die Gleichberechtigung kämpfte. Sie selbst starb vier Jahre bevor in Paraguay als letztem Land in Amerika 1961 das Wahlrecht für Frauen eingeführt wurde.
Es ist nicht bekannt, wo Serafina Dávalos bestattet ist; es wird vermutet, dass sich ihr Grab auf dem Cementerio de la Recoleta in Asunción befindet. Auf der Suche nach diesem Grab stieß der Historiker Fabián Chamorro 2017 auf Zeitungsberichte in der Tageszeitung El Pais de Asunción aus dem Jahr 1959. Darin wird von einem Gerichtsverfahren gegen die langjährige Lebensgefährtin von Serafina Dávalos, Honoria Ballirán, berichtet, die von Nicasio Dávalos, einem Neffen von Serafina Dávalos, angezeigt worden war; diese habe einen „ungesunden Einfluss“ auf seine Tante gehabt und auf deren Vermögen spekuliert. Sie soll Dávalos misshandelt, vernachlässigt und schließlich verhungern haben lassen. Der Ausgang des damaligen Gerichtsverfahrens konnte bisher nicht recherchiert werden. LGBT-Vertreter äußerten dazu, dass die Anzeige des Neffen möglicherweise Ausdruck der  machistischen Ansicht, lesbische Frauen würden den Namen der Familie entehren, sowie von Vorurteilen und Frauenfeindlichkeit sei.

## Ehrungen
1998 wurde Serafina Dávalos auf einer paraguayischen Briefmarke abgebildet. In ihrer Geburtsstadt Coronel Oviedo ist eine Straße nach ihr benannt, weitere Institutionen in Paraguay tragen ihren Namen. Anlässlich des Internationalen Frauentags werden in Asunción Menschen und Organisationen mit dem Premio Serafina Dávalos ausgezeichnet, die sich für bürgerliches Engagement und die Gleichberechtigung einsetzen.
2019 wurde bekannt, dass das ehemalige 1914 errichtete Wohnhaus von Dávalos in Asunción, das 30 Jahre lang unbewohnt war, dem Verfall preisgegeben ist. Um das Haus auf Dauer zu retten, wurde es im April 2019 vom Präsidenten des dortigen Gemeinderates zum historischen und kulturellen Erbe erklärt.